# Douglas C-1
Ne doit pas être confondu avec Douglas DC-1.
Le Douglas C-1 est un appareil de transport de troupes (6 à 8) et de fret produit par la Douglas Aircraft Company pour l'USAAC à partir de 1925 et issu des Douglas World Cruiser et de la série des O-2/M.

## Origine
En 1925, l’US Army Air Corps adopte un nouveau système de désignation pour ses appareils de transport de fret et de personnel. Jusqu'alors (entre 1919 et 1924), ce type d'appareil recevait la désignation T- (pour transport). Ce système est toujours utilisé de nos jours (exemple C-17), malgré une importante réorganisation visant à l'harmonisation des systèmes de l'Air Force, de la Navy et l'Army en 1962 (date à laquelle le système est remis à zero).
Ainsi apparaît le modèle C-1 dont la conception repose sur les précédents appareils de la firme Douglas Aircraft Company produits au début des années 1920, en particulier le Douglas World Cruiser utilisé pour le premier tour du monde en aéroplane en 1924. Le C-1 dispose d'un compartiment cabine fermé permettant l'emport de 6 passages ou de la marchandise à concurrence de 1 100 kg environ. Une trappe placée sous le fuselage permet le chargement de fret lourd ou encombrant. Une porte supplémentaire pour les passagers ou le fret est placée sur le côté droit du fuselage. L'avion est propulsé par un moteur Liberty L-12 et est piloté par un équipage de deux hommes placés dans un cockpit ouvert aux éléments. 
Le Douglas C-1 vole pour la première fois en mai 1925. 9 modèles C-1 sont construits pour l’US Army Air Corps, suivis par 17 C-1C commandés en 1927. Légèrement plus grands, les principaux changements comprennent des modifications permettant l’emport de 4 civières, une nouvelle queue, un silencieux sur le moteur et la substitution du plancher métallique par un plancher en bois et un train d’atterrissage revu. 
Plusieurs C-1 sont utilisés dans des programmes d'essais de moteur de vol ou comme prototype d'appareil d'évacuation sanitaire ou comme avion ravitailleur lors des premières expérimentations de ravitaillement en vol. Dans ce dernier cas, deux appareils C-1 sont utilisés lors du record d'endurance de 1929 au profit du Fokker C-2 Question Mark.

## Production
9 appareils C-1 ont été produits. 17 appareils supplémentaires ont été commandés en 1926 et 1927 sous le nom C-1C, légèrement plus grands que le C-1 original.
Serial numbers (s/n) : 25-425 à 25-433 
- L'appareil s/n 25-426 a été utilisé pour des essais de moteur et baptisé C-1A.
- L'appareil s/n 25-430 a été utilisé comme appareil d'essais d'évacuation sanitaire.
- Les appareils s/n 25-428 et s/n 25-432 furent utilisés comme appareil de ravitaillement en vol du C-2A baptisé Question Mark durant le vol historique de ce dernier en 1929[3].